# Ян Перденія
Ян Перденія (пол. Jan Perdenia; 3 січня 1898 — 5 січня 1973, Краків) — польський історик козаччини.

## Біографія
Народився в Пелищі на Поліссі. Навчався в Ягеллонському університеті в Кракові (під керівництвом Владислава Конопчинського). Працював гімназійним учителем на Поліссі. Під час німецької окупації 1941—1944 керував таємним навчанням у Бресті (нині місто в Білорусі). У 1945 році захистив докторат в Ягеллонському університеті, після чого працював там асистентом на кафедрі історії новочасної Польщі (1946—1948). Від 1951 року викладав у Вищій педагогічній школі в Кракові.
До основних його наукових зацікавлень належала історія козаччини та східних земель Речі Посполитої в 17 та 18 ст. Найважливішими творами стали: «Stanowisko Rzeczypospolitej szlacheckiej wobec sprawy Ukrainy na przełomie XVII—XVIII w.» (1963), «Stanowisko Rosji wobec prawobrzeżnej Ukrainy w pierwzych latach wojny północnej» («Rocznik Naukowo-Dydaktyczny WSP w Krakowie», 1967).